# Sara Fernández Calleja
Sara Fernández Calleja (Madrid, 19 de agosto de 1993), es una esgrimista española que compite en la modalidad de espada femenina.
Ha participado en los Campeonatos del Mundo Junior de Bakú (Azerbaiyán) (2010) Mar Muerto (Jordania) (2011) y Moscú (Rusia) (2012).

## Trayectoria
Sara Fernández comenzó la práctica de la esgrima en el Club Europeo de Esgrima de Madrid cuando tenía 11 años.
Su primer oro llegó en la temporada 2008/2009 cuando logró quedar primera en el campeonato de España juvenil por equipos junto con Inés García, Paula Fernández y Marta Corral.
Desde entonces ha participado en diferentes competiciones autonómicas, estatales e internacionales, siendo su primer torneo internacional la Copa del Mundo de Göteborg (Temporada 2009/2010) donde cayó en el tablón de 64.
En la temporada 2011-2012 ha formado parte del equipo nacional absoluto de espada femenina en la Copa del Mundo "Ciudad de Barcelona", además fue  elegida para representar a España en el Mundial de esgrima juvenil que se celebró durante el mes de abril en Moscú.
Actualmente compagina la práctica de la esgrima con los estudios de ingeniería industrial en la Escuela Técnica Superior de Ingenieros Industriales de la Universidad Politécnica de Madrid.

## Palmarés
Temporada 2008/2009
- Campeona de España juvenil por equipos[2]

Temporada 2009/2010
- Campeona de España por equipos.
- Tablón de 64 en el Campeonato del mundo Junior celebrado en Bakú[3]
- Tablón de 16 en la Copa del mundo de Dijon
- Tablón de 32 en la Copa del mundo de Burgos

Temporada 2010/2011
- Campeona de España por equipos.
- Tablón de 32 en el Campeonato del mundo Junior celebrado en el Mar Muerto[4]
- Tablón de 16 (Noveno puesto) en la Copa del mundo de Burgos[5]

Temporada 2011/2012
- Tablón de 64 en la Copa del mundo de Kiev[6]
- Tablón de 32 en la Copa del mundo de Burgos
- Tablón de 64 en la Copa del mundo de Laupheim
- Tablón de 16 en la Copa del mundo de Dijon[7]
- Tablón de 32 en la Copa del mundo de Mödling[8]
- Tablón de 64 en la Copa del mundo de Göteborg[9]
- Campeona de España juvenil (M20) por equipos representando al Club Europeo de Esgrima de las Rozas junto con Berta Peña, Inés García y Sheila García de Andrés[10]
- Campeona de España absoluta por equipos representando al Club Europeo de Esgrima de las Rozas junto con Berta Peña, Marta Espinosa y Paula Fernández